# Universitat de Perpinyà Via Domícia

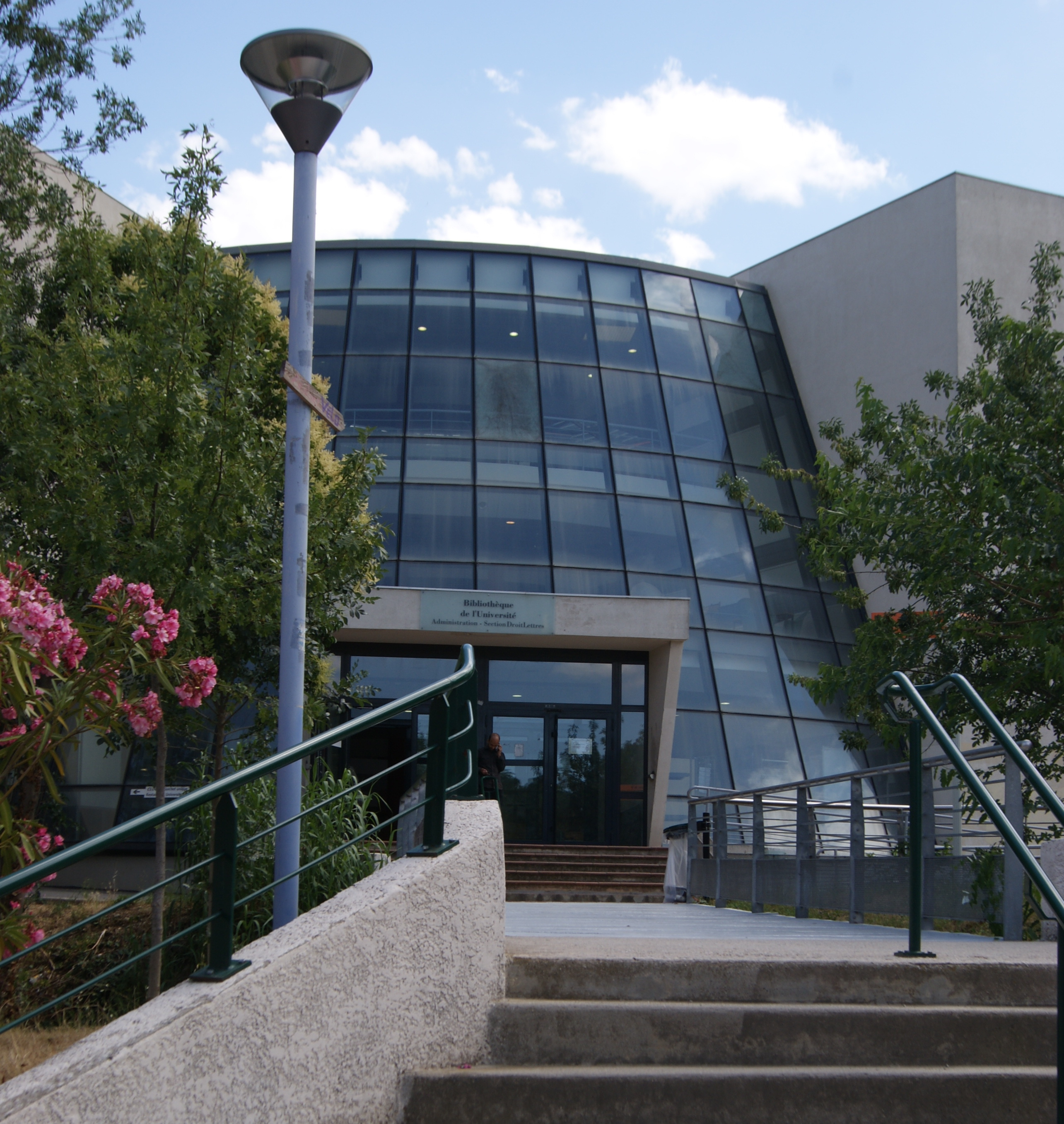
Biblioteca

La Universitat de Perpinyà Via Domícia és una institució d'ensenyament superior de caràcter públic amb seu a Perpinyà (Catalunya Nord).

## Història

### Primera època
El rei Pere el Cerimoniós va fundar una primera universitat a Perpinyà el 1349 –o del 1350 (segons la forma de datació que s'usi)–, la segona universitat catalana després de la de Lleida, però mai no va arribar a imposar-se a la regió, on sobresortien les universitats de Tolosa de Llenguadoc i Montpeller. El 1763, el comandant en cap del Rosselló feu alçar un edifici de bell nou per dedicar-lo a universitat. Després de la supressió de la universitat el 1794, va allotjar la biblioteca municipal.

### Segona època
La universitat actual es va crear el 1970 com un centre universitari (decret ministerial de 6 d'octubre del 1970), i el 1979 esdevingué una universitat independent.
La seu principal de la universitat és a Perpinyà, però té sub-seus a Talteüll i Font-Romeu i també a municipis occitans com ara Mende, Narbona i Carcassona.

## Presidents / Rectors

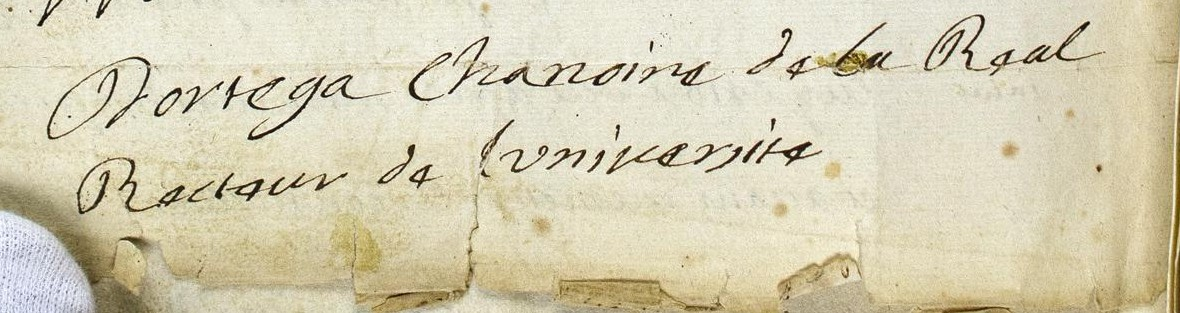

Al centre universitari creat el 1970 se li aplicaren les disposicions de la llei Edgar Faure de 12 de novembre del 1968, que indicava que la governança d'un centre universitari requeia en un consell presidit per un president elegit per votació. Amb la fundació de la Universitat de Perpinyà Via Domícia, el màxim responsable seguí rebent el tractament de president, encara que fes les funcions d'un rector d'universitat.
- 1970-1975. Georges Riera
- 1975-1979. Yves Serra
- (Creació de la Universitat de Perpinyà Via Domícia)
- 1979-1980. Yves Serra
- 1980-1982. Louis Constans
- 1982-1987. Daniel Bodiot
- 1987-1992. Henri Got
- 1992-1997. Jean Sagnes
- 1997-2002. Jean-Michel Hoerner
- 2002-2007. François Féral
- 2007-2013. Jean Benkhelil
- 2014-2019. Fabrice Lorente
- 2019-2020. Xavier Py
- 2020-. Yvan Auguet

## Presses Universitaires de Perpignan
Les Presses Universitaires de Perpignan (PUP, Premses Universitàries de Perpinyà) és l'editorial de la Universitat de Perpinyà Via Domícia, que va ser creada del 1986. Fins al 2016 ha publicat unes quatre-centes obres.
Publica els treballs dels investigadors individuals i dels equips de recerca de la Universitat de Perpinyà Via Domitia, les Actes de col·loquis, congressos i jornades d'estudi i altres documents sobre manifestacions científiques i culturals organitzades per la Universitat de Perpinyà. També publica obres de vulgarització. És afiliat a l'AERES (Association des Editeurs de la Recherche et de l'Enseignement Supérieur). De 2008 a 2010 va publicar la revista en català Aïnes Noves.